# Giacomo Manzoni
Giacomo  Manzoni (Milão, 26 de setembro de 1932) é um compositor italiano de música moderna.
Foi professor dos conservatórios de Milão e Bolonha.A gravação de sua Missa, intitulada "Homenagem a Edgard Varèse" (1977) tem ganho vários prêmios internacionais. Compôs obras para orquestra, música de câmara, para coro e orquestra e as óperas "La sentenza" (1960) e "Atomtod" (1965). Notável é a sua "Três Metáforas de Friedrich Nietzsche" (1993) para coro e orquestra. É também autor de ensaios sobre compositores